# كريستيان إيكيرت
كريستيان إيكيرت هو سياسي فرنسي، ولد في 8 فبراير 1956 في Algrange ‏ في فرنسا. نشط حزبياً في الحزب الاشتراكي.

## مناصب
- انتخب Mayor of Trieux ‏ (1 مارس 1987 – 9 أبريل 2014).
- انتخب نائب فرنسي عن دائرة Meurthe-et-Moselle's 3rd constituency [الإنجليزية]‏ خلال فترته النيابية (20 يونيو 2012 – 9 مايو 2014).
- انتخب عضو مجلس جهوي ‏.
- انتخب نائب فرنسي عن دائرة Meurthe-et-Moselle's 7th constituency  [لغات أخرى]‏ خلال فترته النيابية [الإنجليزية]‏ (20 يونيو 2007 – 19 يونيو 2012).